# Vicatia wolffiana
Vicatia wolffiana är en flockblommig växtart som först beskrevs av Friedrich Karl Georg Fedde, och fick sitt nu gällande namn av C.Norman. Vicatia wolffiana ingår i släktet Vicatia och familjen flockblommiga växter. Inga underarter finns listade i Catalogue of Life.